# Вануатски вату
Вануатски вату (енгл. Vanuatu vatu, фр. Vatu) је валута која се користи у Вануату. ИСО код је VUV. Симбол је VT. Инфлација је у 2007. год износила 3,9%.